# Ryszard Czarnecki
Pour les articles homonymes, voir Czarnecki.
Ryszard Henryk Czarnecki, né Richard Henry Czarnecki le 25 janvier 1963 à Londres, est un homme politique polonais, membre de Droit et justice (PiS).

## Carrière politique
Ryszard Czarnecki est député européen de 2004 à 2024. Il est vice-président du Parlement européen durant de 2014 à 2018.
Il est l'auteur en 2016 d'une tribune visant à soutenir les bombardements indiens qui s’abattent alors sur le Cachemire pakistanais.
En 2017, s'exprimant à la radio polonaise au sujet des attentats du 3 juin 2017 à Londres, il avance que « la seule façon de protéger la Pologne contre les attaques terroristes est de ne pas autoriser de migrants musulmans dans le pays ».
Le 7 février 2018, le Parlement européen met fin au mandat de vice-président par une majorité des deux tiers, pour avoir qualifié la députée Róża Thun de « Szmalcownik ».

### Accusation de fraude
En 2020, une enquête est ouverte par  l'Office européen de lutte antifraude sur ses notes de frais entre 2009 et 2018, mais elle est fermée après le remboursement des frais par Ryszard Czarnecki. Le dossier est ensuite transféré au bureau du procureur de Zamość, qui profite de la levée de l'immunité parlementaire pour  l'inculper pour fraude en septembre 2024.

### Arrestation en 2024

Czarnecki à Bucarest avec George Simion et Petrișor Peiu, 4 mai 2025

Le 11 septembre 2024, Ryszard Czarnecki et sa femme sont interpelés à l'aéroport de Varsovie dans une affaire de corruption liée à l'université privée Collegium Humanum (en) fondée par son neveu Paweł Czarnecki (pl) et accusée de trafic de diplômes de complaisance décernés à des ressortissants de pays d'Asie centrale pour leur permettre d'obtenir des visas Schengen. Ils sont libérés après versement d'une forte caution.